# أنغوس كينغ
أنغوس كينغ (بالإنجليزية: Angus King) (و. 1944  م) هو سياسي، ومحامي، وشخصية أعمال، ومقدم تلفزيوني، ومنتج مشارك ‏، والمدير التنفيذي للاعمال، ورائد أعمال، ومشاهير أمريكي، ولد في الإسكندرية، فيرجينيا، هو عضوٌ في سياسي مستقل.

## مناصب
تولى منصب عضو مجلس الشيوخ الأمريكي (3 يناير 2017–3 يناير 2019)، وعضو مجلس الشيوخ الأمريكي (3 يناير 2015–3 يناير 2017)، وعضو مجلس الشيوخ الأمريكي (منذ 3 يناير 2013)، وعضو مجلس الشيوخ الأمريكي (3 يناير 2013–3 يناير 2015)، وحاكم مين ‏ (5 يناير 1995–8 يناير 2003).

## التعليم
تعلم في جامعة فيرجينيا مدرسة القانون، وتحصل منها على دكتوراه في القانون (حتى 1969)، وكلية دارتموث، وتحصل منها على بكالوريوس في الفنون (حتى 1966).